# Oleander (EP)
Oleander släpptes 1996 och är första EP-skivan av den amerikanska post-grunge-gruppen med samma namn. Den släpptes på Fine Records. De första spåren fanns med på bandets första studioalbum, Shrinking the Blob 1997. Andra av låtarna på albumet February Son 1999, bandets debut på ett större skivbolag.

## Låtlista
1. "Stupid"
2. "You'll Find Out"
3. "Silver Lined"
4. "Why I'm Here"
5. "Half an Ass"
6. "Down When I'm Loaded"

## Medverkande
- Thomas Flowers - sång, gitarr
- Doug Eldridge - basgitarr
- Ric Ivanisevich - gitarr
- Fred Nelson Jr. - trummor